# Liste der Kulturgüter in Würenlos
Die Liste der Kulturgüter in Würenlos enthält alle Objekte in der Gemeinde Würenlos im Kanton Aargau, die gemäss der Haager Konvention zum Schutz von Kulturgut bei bewaffneten Konflikten, dem Bundesgesetz vom 20. Juni 2014 über den Schutz der Kulturgüter bei bewaffneten Konflikten sowie der Verordnung vom 29. Oktober 2014 über den Schutz der Kulturgüter bei bewaffneten Konflikten unter Schutz stehen.
Objekte der Kategorien A und B sind vollständig in der Liste enthalten, Objekte der Kategorie C fehlen zurzeit (Stand: 1. Januar 2023). Unter übrige Baudenkmäler sind weitere geschützte Objekte zu finden, die in der Bau- und Nutzungsordnung der Gemeinde verzeichnet und nicht bereits in der Liste der Kulturgüter enthalten sind.

## Kulturgüter
| Foto |                                                                                    | Objekt                                                  | Kat. | Typ | Standort                                        | Beschreibung |
| ---- | ---------------------------------------------------------------------------------- | ------------------------------------------------------- | ---- | --- | ----------------------------------------------- | --- |
| ja   | Datei hochladen · Wikidata zu Benediktinerinnenkloster Fahr (Q356555)              | Benediktinerinnenkloster Fahr KGS-Nr.: 00298            | A    | G   | Kloster Fahr 142 u.a. 675500 / 251300           | Ausgedehnte Klosteranlage der Benediktinerinnen in einer vom Territorium des Kantons Zürich umschlossenen Exklave. Bestehend aus Gebäuden, die zum Teil bis in die erste Hälfte des 12. Jahrhunderts zurückreichen. Dazu gehören Klosterkirche, Konventgebäude, Propstei, St.-Anna-Kapelle, Mühle, Trotte, Scheune und Schopf sowie das Gasthaus zu den drei Raben. |
| BW   | Datei hochladen · Wikidata zu Hasel, römischer Steinbruch (Q19362408)              | Römischer Steinbruch KGS-Nr.: 00300                     | A    | F   | Florastrasse 669420 / 255685                    | Sichtbare Abbaustufen eines grossen römischen Quader- und Mühlsteinbruches, die Aufschluss über die antike Gewinnungstechnik von Mägenwiler Muschelkalk im schweizerischen Mittelland geben. |
| ja   | Datei hochladen · Wikidata zu Emma Kunz Zentrum (Q27489905)                        | Emma-Kunz-Zentrum KGS-Nr.: 08615                        | B    | S   | Steinbruchstrasse 5 669230 / 255725             | Wirkungsstätte der Heilpraktikerin, Radiästhesistin und Künstlerin Emma Kunz. Seit 1986 als Museum genutzt. |
| ja   | Datei hochladen · Wikidata zu Weinbauernhaus (Q29581719)                           | Weinbauernhaus KGS-Nr.: 15929                           | B    | G   | Kempfhof, Kempfhofstrasse 23–25 670200 / 255715 | 1767 erbautes Weinbauernhaus aus Bruchsteinmauerwerk und Fachwerk. Dreigeschossiger Gebäudekörper mit grossen ebenerdigen Kellerräumen und zwei erhöhten Wohngeschossen. Bestehend aus rechteckigem Kernbau und einem stirnseitigen Anbau von 1805. |
| ja   | Datei hochladen · Wikidata zu Ehemalige Mühle (Q29581710)                          | Ehemalige Mühle KGS-Nr.: 15930                          | B    | G   | Oetlikon, Müliwiseweg 4 670802 / 255726         | 1637/38 neu erbaute Mühle, die bis ins Mittelalter zurückreicht. Nachgotisches gemauertes Gebäude mit polygonalem Treppenturm. |
| ja   | Datei hochladen · Wikidata zu Steinerner Speicher (Q29581714)                      | Steinerner Speicher KGS-Nr.: 15931                      | B    | G   | Dorfstrasse 19.2 669761 / 255292                | Giebelständiger gemauerter Speicher aus dem 17. Jahrhundert. |
| ja   | Datei hochladen · Wikidata zu Bickguet (Q29581707)                                 | Bickguet KGS-Nr.: 15932                                 | B    | G   | Landstrasse 124 670040 / 254471                 | Ehemaliger Sommersitz der Äbte des Klosters Wettingen, 1775/76 nach Plänen von Johannes Grubenmann erbaut. Dreiteiliger Gebäudekomplex, bestehend aus zweigeschossigem Wohnhaus, abgewinkeltem Wirtschaftsgebäude und nachträglich erbautem achteckigen Turm. |
| ja   | Datei hochladen · Wikidata zu Alte Mühle (Q29581705)                               | Alte Mühle KGS-Nr.: 15933                               | B    | G   | Mühlegasse 15 669797 / 255074                   | Um 1600 erbaute Mühle des Klosters Wettingen (1422 erstmals erwähnt). Zweigeschossiger Mauerbau zwischen Furtbach und Kirchenterrasse. Enthält Wohnstube mit Täfer und Einrichtung des frühen 19. Jahrhunderts. |
| ja   | Datei hochladen · Wikidata zu Römisch-katholisches Pfarrhaus (Q29581712)           | Römisch-katholisches Pfarrhaus KGS-Nr.: 15934           | B    | G   | Schulstrasse 21 669891 / 255069                 | 1783 erbautes Pfarrhaus, ersetzte einen Vorgängerbau von Johannes Grubenmann. Zweigeschossiger Massivsteinbau mit Walmdach und erhöhtem Keller. |
| ja   | Datei hochladen · Wikidata zu Römisch-katholische Pfarrkirche mit Turm (Q29581717) | Römisch-katholische Pfarrkirche mit Turm KGS-Nr.: 15935 | B    | G   | Chilesteig 4.1 669832 / 255056                  | Wuchtiger quadratischer Kirchturm, dessen unterste vier Stockwerke aus dem 12. und 13. Jahrhundert stammen. Spätmittelalterliche Glockenstube, der Zwiebelhelm wurde 1764/65 von Hans Ulrich Grubenmann erschaffen. |

## Übrige Baudenkmäler
| ID | Foto |                 | Objekt                                   | Typ | Standort        | Beschreibung |
| -- | ---- | --------------- | ---------------------------------------- | --- | --------------- | ------------ |
|    | ja   | Datei hochladen | Kloster Fahr, Klosterkirche              | G   | 675456 / 251294 |              |
|    | ja   | Datei hochladen | Kloster Fahr, Konventgebäude             | G   | 675475 / 251271 |              |
|    | ja   | Datei hochladen | Kloster Fahr, Propstei                   | G   | 675477 / 251331 |              |
|    | ja   | Datei hochladen | Kloster Fahr, St.-Anna-Kapelle           | G   | 675522 / 251288 |              |
|    | ja   | Datei hochladen | Kloster Fahr, Mühle                      | G   | 675435 / 251235 |              |
|    | ja   | Datei hochladen | Kloster Fahr, Trotte                     | G   | 675574 / 251366 |              |
|    | ja   | Datei hochladen | Kloster Fahr, Gasthaus zu den drei Raben | G   | 675556 / 251335 |              |
|    | ja   | Datei hochladen | Kloster Fahr, Scheune und Schopf         | G   | 675535 / 251372 |              |

Legende: Siehe Legende der Liste der Kulturgüter von nationaler und regionaler Bedeutung. Anstelle der KGS-Nummer wird als Objekt-Identifikator (ID) die Inventar- oder Gebäudenummer in der Bau- und Nutzungsordnung der Gemeinde verwendet.